# Madagascar Kartz
Madagascar Kartz est un jeu vidéo de course développé par Sidhe Interactive et édité par Activision, sorti en 2009 sur Wii, PlayStation 3, Xbox 360 et Nintendo DS.

## Accueil
- IGN : 6,8/10[1] - 6,5/10 (DS)[2]